# سيسارك (بلة كة)
سیسارك (بالفارسية: سیسارک) هي قرية تقع في إيران في قسم بلة کة الريفي. يقدر عدد سكانها بـ 58 نسمة بحسب إحصاء 2016.